# Малък дългоопашат земеровков тенрек
Малкият дългоопашат земеровков тенрек (Microgale longicaudata) е вид Бозайник от разред Afrosoricida, семейство Тенрекови (Tenrecidae).

## Разпространение и местообитание
Той се среща в гори, от морското равнище до планините в Мадагаскар.

## Описание
Дължина на тялото му е 5–15 cm, а дължината на опашката – 7,5–15 cm. Не притежава характерните шпайкове като други тенреци, но има дълга опашка, която му служи като средство за захващане при изкачване на дървета. Козината му е дебела и къса.

## Начин на живот
Активен е през деня и през нощта. Не заспива по време на лоши метеорологични условия. Насекомояден е.

## Размножаване
Женската ражда едно кучило от 2 до 4 малки.